# John Emes
John Emes, oppure Eames (Derby, 30 dicembre 1762 – Londra, 20 marzo 1810), è stato un orafo, incisore e pittore britannico, oltre che argentiere.

## Biografia
Emes nacque da William Emes, un giardiniere paesaggista di Mackworth vicino a Derby, e fu un argentiere e un orafo attivo soprattutto a Londra tra la fine del XVIII secolo e il principio del XIX secolo, diventano uno dei più apprezzati artisti del periodo neoclassico.
Un marchio registrato a Londra associa il suo nome a quello di Henry Chawner, ma dal 1796 John Emes ebbe anche un marchio con le sue sole iniziali, ed è con quest'ultimo che sono marcate quasi tutte le sue opere superstiti e classificate.
Tra le sue opere più originali si ricorda un'elegante coppa argentea di gusto classico, col fondo esterno doppiato in cut-card work (applicazione in lastra sagomata) e ripassato a cesello, col coperchio sormonato dalla corona e dalle penne del principe di Galles, e un'iscrizione dedicatoria del 1805 (Museo di Brighton).
È noto soprattutto per la sua incisione dell'immagine di James Jefferys de La distruzione delle batterie spagnole prima di Gibilterra. L'incisione è datata 1786 e poiché è stata pubblicata nell'ottobre 1789 da Emes ed Elizabeth Woollett, vedova di William Woollett, è possibile che sia stata iniziata da Woollett.
Emes era anche un pittore di acquerelli ed eseguì disegni colorati di vedute nel Lake District e altrove, alcuni dei quali espose alla Royal Academy of Arts nel 1790 e nel 1791.
Ci sono tre disegni ad acquerello di Emes nella Print Room del British Museum, uno dei quali è un grande disegno che rappresenta L'incontro della Royal Society of British Archers a Gwersylt Park, Denbighshire; le figure in questo sono disegnate da R. Smirke, RA, e fu successivamente inciso in acquatinta da C. Apostool. Una serie di sedici vedute dei laghi di Cumberland e Westmoreland, disegnate da J. Smith e J. Emes, furono incise in acquatinta da S. Alken; questi sono stati incorporati nella Guida ai laghi di Thomas West. Emes ha anche inciso alcune vedute del Dorsetshire. La sua collezione di stampe fu venduta il 22 marzo 1810, poco dopo la sua morte.
Dopo la sua morte sua moglie Rebecca Emes gestì un'attività di argenterie ottenendo un buon successo.

## Teatro
- Incisione La distruzione delle batterie spagnole prima di Gibilterra (1786);
- Coppa argentea di gusto classico (1805);
- Acquerello L'incontro della Royal Society of British Archers a Gwersylt Park, Denbighshire;
- Acquerelli e disegni colorati di vedute nel Lake District;
- Disegni di sedici vedute dei laghi di Cumberland e Westmoreland;
- Vedute del Dorsetshire.